# Buriti do Tocantins
Buriti do Tocantins é um município brasileiro do estado do Tocantins. Localiza-se na microrregião do Bico do Papagaio, estando a uma altitude de 198 metros. Sua população estimada em 2010 foi de 9.767 habitantes. Possui uma área de 272,19 km².

## Histórico
A vila Buriti do Norte foi fundada em 1964 e mantinha ligação histórica com a cidade de São Sebastião do Tocantins, "sua cidade-mãe". Em 1989 com a instalação do Estado do Tocantins e por força do Decreto Legislativo nº 01 publicado no D.O/TO, do dia 1 de janeiro a vila foi elevada a categoria de município e denominada Buriti do Tocantins.